# Avrupa Yakası
Avrupa Yakası est une série télévisée humoristique turque en 190 épisodes de 73 à 90 minutes diffusée du 11 février 2004 au 24 juin 2009 sur la chaîne de télévision ATV. Le réalisateur Sinan Çetin, dois beaucoup à la journaliste Gülse Birsel, qui a assuré l'écriture de l'intégralité des scénarios et incarne l'un des rôles principaux.
Le tournage s'est déroulé à Istanbul dans les studios de Plato Film (tr).

## Synopsis
La série se déroule dans un quartier huppé d'Istanbul, Nişantaşı, et suit les aventures de différents personnages issus des milieux aisés du quartier chic de la métropole turque. Le nom de la série, Avrupa Yakası, que l'on pourrait traduire par « rive européenne » ou « rive de l'Europe », fait référence au nom du magazine de mode dans lequel travaillent plusieurs des personnages de la série. Il est une expression courante pour désigner la partie d'Istanbul qui se situe sur le continent européen, comme l'expression « rive gauche » peut être employée pour désigner la partie d'une ville située sur la rive gauche d'un cours d'eau.
L'histoire s'articule autour de plusieurs lieux, dont la résidence de la famille Sütçüoğlu, une famille aisée du quartier de Nişantaşı, le restaurant dont la famille est propriétaire, et les bureaux du magazine de mode Avrupa Yakası.
Aslı Sütçüoğlu (Gülse Birsel) est journaliste pour la revue de mode Avrupa Yakası. Son frère, Volkan (Ata Demirer), travaille dans le restaurant que possède la famille.

## Distribution
Résidence de la famille Sütçüoğlu
- Gazanfer Özcan : Tahsin Sütçüoğlu
- Hümeyra : İffet Sütçüoğlu
- Gülse Birsel : Aslı Sütçüoğlu
- Ata Demirer : Volkan Sütçüoğlu
- Hasibe Eren (tr) : Makbule Kıral
- Tolga Çevik : Sacit Kıral
- Engin Günaydın (tr) : Burhan Altıntop
- Müşfik Kenter (tr) : Tevfik Kıral
- Gönül Ülkü Özcan : Hamiyet Kıral

Bureaux du magazine Avrupa Yakası
- Levent Üzümcü (tr) : Cem Onaran
- Şenay Gürler (tr) : Fatma Yıldız, alias Fatoş
- Yıldırım Öcek (tr) : Sadettin Yerebakan
- Hale Caneroğlu (tr) : Yaprak İzmirli
- Bülent Polat (tr) : Şehsuvar Kementoğlu
- Evrim Akın (tr) : Selin Yerebakan
- Vural Çelik (tr) : Kubilay Peynircioğlu
- Sarp Apak (tr) : Tanrıverdi Ekşioğulları
- Binnur Kaya (tr) : Şahika Koçarslanlı